# Lucie Bréard

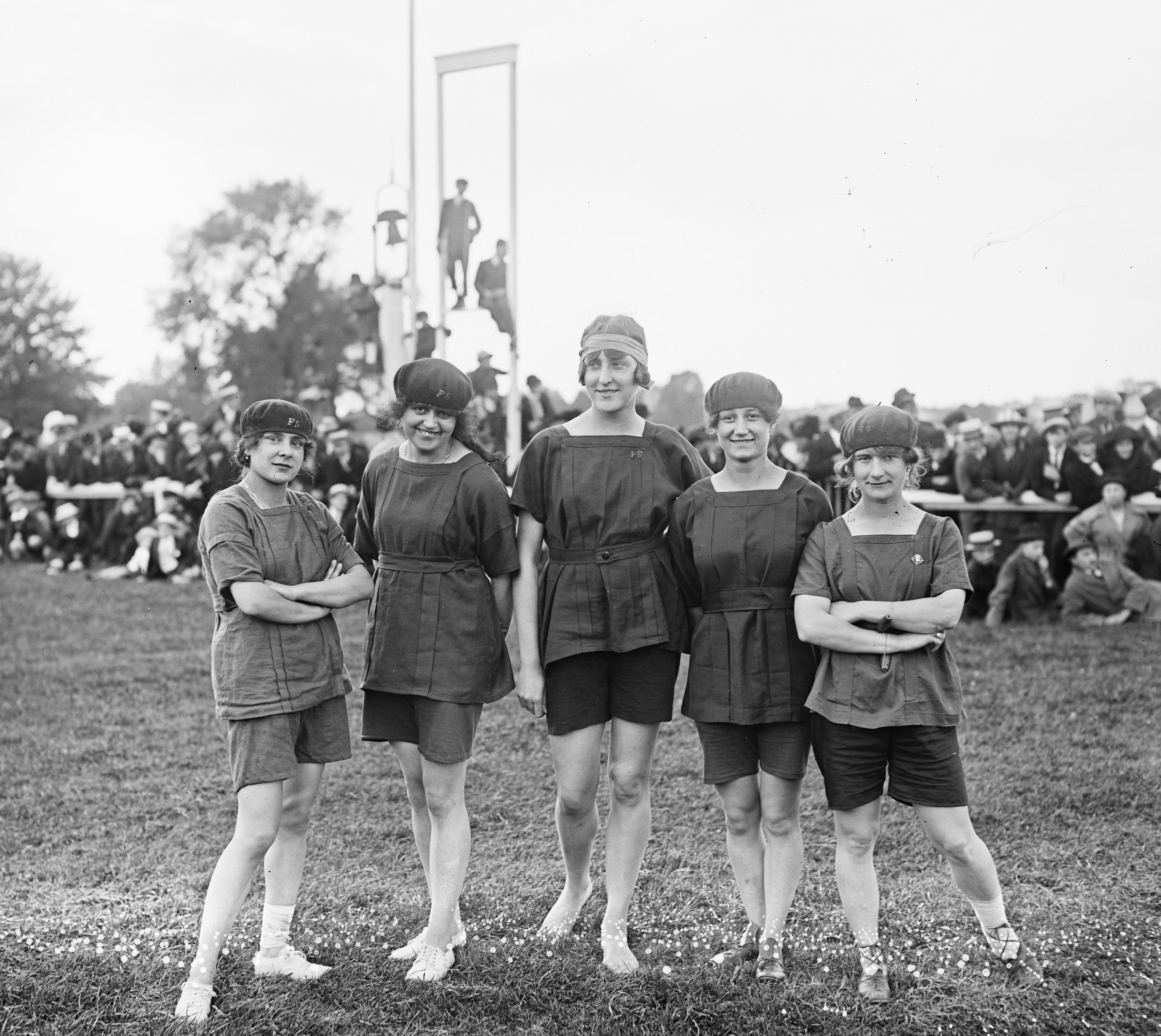
Fémina Sport 1920, (vä-hö) Lucie Bréard, Jeanne Janiaud, Frédérique Kussel, Thérèse Brulé, Germaine Delapierre

Lucie Marie Bréard (gift Jurion), född 12 september 1902, död 26 juni 1988, var en fransk friidrottare  med medel- och långdistanslöpning som huvudgren. Bréard var en pionjär inom damidrott, hon var världsrekordhållare i löpning och blev guldmedaljör vid den första damolympiaden 1922 i Paris.

## Biografi
Lucie Bréard föddes 1902 i Paris, regionen Île-de-France i Frankrike. Under ungdomstiden var hon aktiv friidrottare och 1921 gick hon med i kvinnoidrottsföreningen "Fémina Sport" (grundad 1912). Från 1926 tävlade hon för "Nova Fémina" i Paris. Hon tävlade främst i löpgrenar men även i höjdhopp, längdhopp terränglöpning och spjutkastning.
1919 deltog hon i sina första franska mästerskap (Championnats de France d'Athlétisme – CFA), under tävlingarna 29 juni på Stade Jean-Bouin i Paris tävlade hon i löpning 1000 meter och spjutkastning dock utan att nå medaljplats.
1920 deltog hon i sina första franska mästerskap i terränglöpning, under tävlingarna 21 mars i Antony blev hon fransk mästare i terränglöpning (3,4 km). Senare tog hon även sin första mästartitel i löpning 1000 meter vid tävlingar 11 juli på Stade Elizabeth i Paris, hon tävlade även i höjdhopp och spjutkastning dock utan att ta medaljplats.
1921 blev hon åter fransk mästare i terränglöpning (4,6 km) vid tävlingar 27 februari i Paris. Bréard deltog sedan i Damolympiaden 1921 i Monte Carlo där hon vann guldmedalj i löpning på 800 meter samt silvermedalj i löpning 250 meter och i stafettlöpning 4 x 200 meter (med Lucie Bréard som första löpare, Germaine Delapierre, Thérèse Brulé och Suzanne Liébrard). Hon tog dessutom bronsmedalj i längdhopp. Samma år blev hon även fransk mästare i löpning 1000 meter och även i löpning 300 meter vid tävlingar 3 juli på Pershingstadion i Paris. 
Den 29 maj 1921 satte hon sitt första världsrekord i löpning 500 meter med tiden 1:33,4 min vid tävlingar i Paris. Den 7 augusti 1921 satte hon även franskt rekord i stafettlöpning 4 x 100 meter (med Bréard som första löpare, Suzanne Liébrard, Thérèse Brulé och Cécile Maugars) vid tävlingar på Pershingstadion i Paris.
Den 7 augusti 1921 satte hon även världsrekord i stafettlöpning 10 x 100 meter (med bl a Bréard som siste löpare) med tiden 2:23,2 minuter vid klubbtävlingar i Paris.
1922 deltog Bréard sedan i den första ordinarie damolympiaden den 20 augusti i Paris. Under idrottsspelen vann hon guldmedalj i löpning 1000 meter och slog samtidigt Georgette Lenoirs 14 dagar gamla världsrekord. Segern gav även Frankrikes enda guldmedalj under idrottsspelen.
Bréard gifte sig 1924 och drog sig tillbaka från tävlingslivet. 1926 deltog hon åter vid franska mästerskapen där hon nådde en 4.e plats i löpning 1000 meter vid tävlingar 14 juli i Bry-sur-Marne.
Senare drog Bréard sig tillbaka från tävlingslivet. 1924 gifte hon sig med André Henri Jurion. Bréard-Jurion dog 1988 i Saumur, regionen Pays-de-la-Loire.